# Oberea sanguinalis
Oberea sanguinalis là một loài bọ cánh cứng trong họ Cerambycidae.